# Depot von Osterfeld
Das Depot von Osterfeld (auch Hortfund von Osterfeld) ist ein Depotfund der frühbronzezeitlichen Aunjetitzer Kultur (2300–1550 v. Chr.) aus Osterfeld im Burgenlandkreis (Sachsen-Anhalt). Das Depot befindet sich heute im Museum für Vor- und Frühgeschichte in Berlin.

## Fundgeschichte
Die genauen Fundumstände und das Fundjahr sind unbekannt. Wilhelm Albert von Brunn hielt auch eine Herkunft des Depots aus Süddeutschland für möglich.

## Zusammensetzung
Das Depot besteht aus zwei bronzenen Rohgusshalsringbarren.